# 山田真裕
山田 真裕 （やまだ まさひろ、1965年7月2日 - ）は、日本の政治学者。関西学院大学法学部教授。専門は政治過程論。

## 略歴
- 1965年7月2日 北海道生まれ

### 学歴
- 1988年3月 筑波大学第三学群国際関係学類卒
- 1993年3月 同学大学院博士課程社会科学研究科修了、博士（法学）。学位論文『自民党代議士の集票システム: 橋本登美三郎後援会、額賀福志郎後援会の事例研究』。

### 研究歴
- 1993年10月 筑波大学社会工学系助手
- 1996年4月 同退官、関西学院大学法学部専任講師
- 1999年4月 同助教授
- 2001年8月 ミシガン大学訪問研究員
- 2005年4月 関西学院大学法学部教授

## 著書

### 主な単著
- 『政治参加と民主政治』（東京大学出版会, 2016年）
- 『二大政党制の崩壊と政権担当能力評価』（木鐸社, 2017年）

### 主な共著
- （梅津實・森脇俊雅・坪郷實・後房雄・大西裕）『比較・選挙政治――21世紀初頭における先進6カ国の選挙』（ミネルヴァ書房, 2004年）
- （増山幹高）『計量政治分析入門』（東京大学出版会、2004年）

### 訳書
- アーサー・ルピア、 マシュー・D・マカビンズ『民主制のディレンマ――市民は知る必要のあることを学習できるか?』（木鐸社, 2005年）